# Izvorovo - Kraiște
Izvorovo - Kraiște este o arie protejată (arie specială de conservare — SAC, sit de importanță comunitară — SCI) din Bulgaria întinsă pe o suprafață de 1.081,52 ha, integral pe uscat.

## Localizare
Centrul sitului Izvorovo - Kraiște este situat la coordonatele 43°50′19″N 27°56′40″E / 43.8386°N 27.9444°E.

## Înființare
Situl Izvorovo - Kraiște a fost declarat sit de importanță comunitară în martie 2007 pentru a proteja 11 specii de animale. Situl a fost protejat și ca arie specială de conservare în decembrie 2020.

## Biodiversitate
Situată în ecoregiunea continentală, aria protejată conține 2 habitate naturale: Pajiști carstice calcaroase sau bazofile, de Alysso-Sedion albi, Stepe ponto-sarmatice.
La baza desemnării sitului se află mai multe specii protejate:
- mamifere (6): lupul (Canis lupus), hamster românesc (Mesocricetus newtoni), dihor de stepă (Mustela eversmanii), liliacul cu potcoavă a lui méhely (Rhinolophus mehelyi), popândău (Spermophilus citellus), dihor pătat (Vormela peregusna)
- nevertebrate (1): fluturele purpuriu (Lycaena dispar)
- reptile (4): Elaphe sauromates, țestoasa de baltă (Emys orbicularis), Testudo graeca, țestoasă bănățeană (Testudo hermanni)

Pe lângă speciile protejate, pe teritoriul sitului au mai fost identificate 2 specii de plante, 3 specii de amfibieni, 6 specii de mamifere, 5 specii de nevertebrate, 7 specii de reptile.